# 纳普卡
纳普卡（Napuka）是法国海外集体法屬玻里尼西亞土阿莫土-甘比尔群岛行政区的一个市镇，领土涵盖同名环礁及泰波托岛。

## 地理
纳普卡（14°10'0"S, 141°14'12"W）面积8 平方千米，位于法国海外集体法屬玻里尼西亞土亞莫土群島。
由于纳普卡领土为海洋中的环礁和岛屿，故不与任何市镇接壤。

## 行政
纳普卡的邮政编码为98772，INSEE市镇编码为98730。

## 政治
纳普卡的现任市长为萨米埃尔·马胡塔·雷亚（Samuel Mahuta Raea）先生，任期为2020-2026年。

## 人口
纳普卡于2022年时的人口数量为307人。